# Lampa miniaturowa

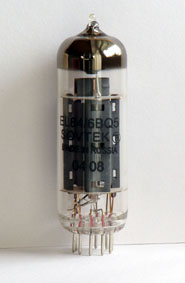
Lampa miniaturowa EL84 produkcji rosyjskiej firmy SOVTEK

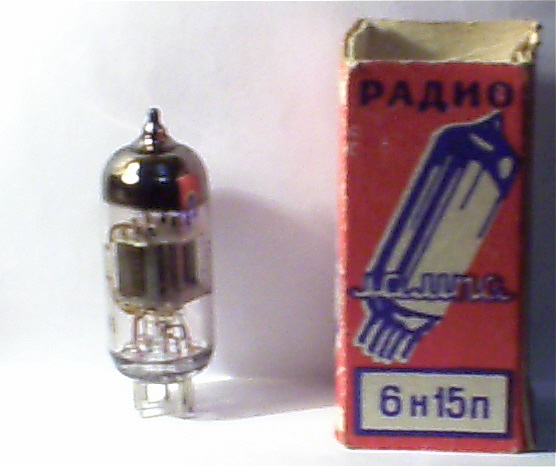
Lampa miniaturowa 6N15P (6Н15П) produkcji ZSRR

Lampa miniaturowa – rodzaj lampy elektronowej małej mocy z cokołem typu nowal lub heptal, charakteryzującej się mniejszymi rozmiarami bańki w stosunku do wcześniejszych konstrukcji. Nazwa pojawiła się, kiedy lampy tego typu zaczęły zastępować wyraźnie większe od nich lampy odbiorcze. Wymiary zostały znormalizowane przez Międzynarodową Komisję Elektrotechniczną (IEC).
Wymiary elementów aktywnych tego rodzaju:
- lampy o cokole nowalowym – średnica 22 mm, wysokość 30–70 mm
- lampy o cokole heptalowym – średnica 19 mm, wysokość 54 mm

Przykłady:
- ECC82 – podwójna trioda małej częstotliwości (cokół nowalowy)
- PCL86 – lampa dwusystemowa: trioda i pentoda (cokół nowalowy)
- EL84 – pentoda mocy małej częstotliwości (cokół nowalowy)
- ECC91 – podwójna trioda wielkiej częstotliwości (cokół heptalowy)

Lampami elektronowymi o jeszcze mniejszych wymiarach geometrycznych są lampy subminiaturowe.